# Amerotyphlops
Genre
Amerotyphlops est un genre de serpents de la famille des Typhlopidae. 

## Répartition
Les 19 espèces de ce genre se rencontrent en Amérique.

## Liste d'espèces
Selon The Reptile Database (26 décembre 2022) :
- Amerotyphlops amoipira (Rodrigues & Juncá, 2002)
- Amerotyphlops arenensis Graboski et al., 2015
- Amerotyphlops brongersmianus (Vanzolini, 1976)
- Amerotyphlops caetanoi Graboski et al., 2022[3]
- Amerotyphlops costaricensis (Jimenez & Savage, 1963)
- Amerotyphlops illusorium Graboski et al., 2022[3]
- Amerotyphlops lehneri (Roux, 1926)
- Amerotyphlops martis Graboski et al., 2022[3]
- Amerotyphlops microstomus (Cope, 1866)
- Amerotyphlops minuisquamus (Dixon, 1979)
- Amerotyphlops montanum Graboski et al., 2022[3]
- Amerotyphlops paucisquamus (Dixon, 1979)
- Amerotyphlops reticulatus (Linnaeus, 1758)
- Amerotyphlops stadelmani (Schmidt, 1936)
- Amerotyphlops tasymicris (Thomas, 1974)
- Amerotyphlops tenuis (Salvin, 1860)
- Amerotyphlops trinitatus (Richmond, 1965)
- Amerotyphlops tycherus (Townsend et al., 2008)
- Amerotyphlops yonenagae (Rodrigues, 1991)

## Publication originale
- Hedges, Marion, Lipp, Marin & Vidal, 2014 : A taxonomic framework for typhlopid snakes from the Caribbean and other regions (Reptilia, Squamata). Caribbean Herpetology vol. 49, p. 1–61 (texte intégral).